# Стоянов, Рачо
Рачо Стоянов Генов-Дуфев (1883—1951) — болгарский писатель и драматург.

## Биография
Родился 7 октября 1883 г. в г. Дряново в Габровской области Болгарии в семье ремесленника. Учился в Априловской гимназии в Габрово до 1902 г., потом работал мелким чиновником в Варне. Впоследствии был актёром в бродячем театре, корректором в газете «День» (1904—1910), библиотекарем в Народном собрании (1910—1914) и в БАН (1914—1926), журналистом в редакции газет «Мир», «Македония» и «Знамя».
Литературную деятельность Рачо Стоянов начинал с интимной и социальной поэзии. Напечатал впервые в 1904 году в сборнике «Хроники» короткую повесть «Человек», которая произвела сильное впечатление на болгарских писателей Константина Величкова и Антона Страшимирова. Печатался в журналах «Хроники», «Демократический обзор», «Современник», газетах «День», «Македония», «Литературный голос» и «Литературный фронт». Его первый сборник «Рассказы» (1909) встретил лестные отзывы литературной критики. В 1927 году Национальный театр в Софии открыл сезон его драмой «Мастера», написанной в 1922 году; драма переживёт автора и будет ставиться в театрах Белграда (1936), Праги (1938), Загреба (1943). В 1968 г. драма поставлена московским театром «Современник» (реж. М.Козаков). В 1936 году Стоянов опубликовал короткий роман «Мать Магдалина», награжденный Болгарской Академией наук. Переводил на болгарский язык мировую литературу с русского («Севастопольские рассказы» и «Поликушу» Л.Толстого), французского и английского (Джека Лондона, Р. Л. Стивенсона, Т.Карлейля) языков, с латыни (Марка Аврелия).
В 1986 г. в Болгарии учреждена Национальная литературная премия «Рачо Стоянов», которая присуждается раз в три года авторам за исключительный вклад в развитие болгарской культуры. Имя Рачо Стоянова носит Драматический театр в г. Габрово.